# Doris Day comédie

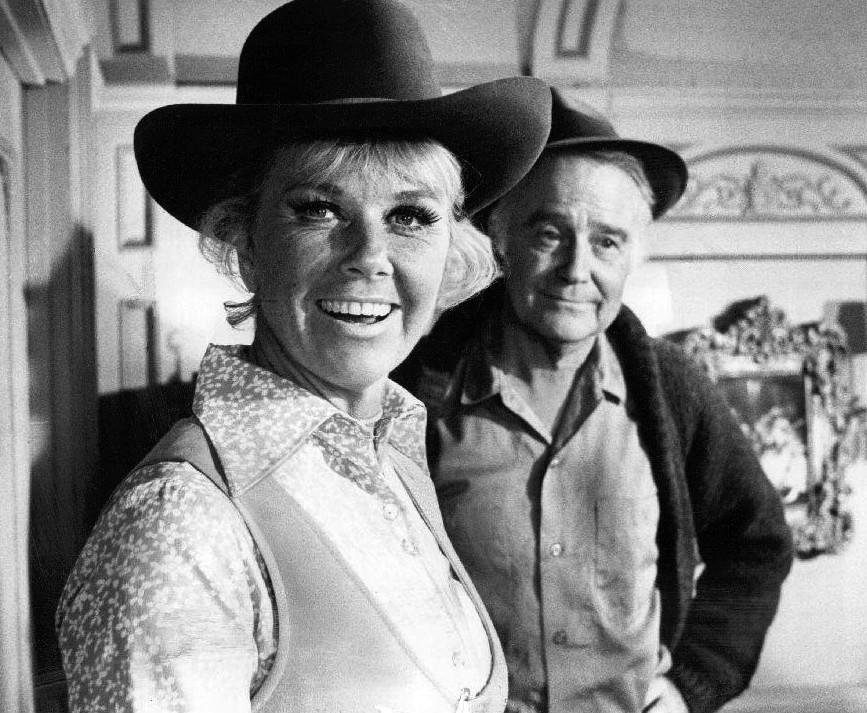
Doris Day et Lew Ayres en 1970

Doris Day comédie en France ou Qué serà serà au Québec (The Doris Day Show) est une série télévisée américaine de 128 épisodes de 22 à 26 minutes, créée par James Fritzell et diffusée entre le 24 septembre 1968 et le 19 février 1973 sur le réseau CBS.
La série a été doublée au Québec et diffusée à partir du 11 septembre 1970 à la Télévision de Radio-Canada puis rediffusée sur le réseau TVA. En France, la série a été diffusée à partir du 25 juillet 1979 sur TF1 (saison 4). Rediffusion le 26 décembre 1987 dans La Une est à vous sur TF1.

## Fiche technique
- Producteur exécutif : Doris Day, Richard Kinon, Terry Melcher
- Société de production : Arwin Productions et Columbia Broadcasting System
- Distribution : Columbia Broadcasting System
- Compositeurs : Jay Livingston, Jay Livingston pour la chanson Que Sera, Sera

## Distribution
- Doris Day (VQ : Monique Miller) : Doris Martin
- Philip Brown (en) : Billy Martin (saisons 1 à 3)
- Todd Starke : Toby Martin (saisons 1 à 3)
- Denver Pyle : Buck Webb
- Rose Marie : Myrna Gibbons
- McLean Stevenson : Michael Nicholson
- John Dehner : Cyril Bennett
- Jackie Joseph : Jackie Parker
- James Hampton : Leroy B. Simpson
- Naomi Stevens : Juanita
- Kaye Ballard (en) : Angie Pallucci
- Fran Ryan : Aggie Thompson
- Bernie Kopell : Louie Pallucci
- Peter Lawford : Dr Peter Lawrence
- Patrick O'Neal : Jonathan Rusk
- Van Johnson : Charlie
- Billy De Wolfe : Willard Jarvis

 Source et légende : version québécoise (VQ) sur Doublage.qc.ca

## Récompenses
- Une nomination pour Doris Day en 1969 aux Golden Globe Award.